# Gare de Nimy
La gare de Nimy est une halte ferroviaire de la ligne 118, de La Louvière-Centre à Mons située à Nimy, ancienne commune rattachée à la ville belge de Mons, dans la Province de Hainaut en Région wallonne.

## Situation ferroviaire
La gare de Nimy est située au point kilométrique (PK) 16.6 de la ligne 118, de La Louvière-Centre à Mons entre les gares d'Obourg et de Mons.

## Historique
La station de Nimy est mise en service le 1er juin 1849 par la Société des chemins de fer de Namur à Liège et de Mons à Manage avec leurs extensions, lorsqu'elle inaugure la section de Bracquegnies à Nimy de sa ligne de Manage à Mons. Elle devient une gare de passage avec l'ouverture de la section suivante jusqu'à Mons le 20 octobre 1849.
Lorsque la compagnie est reprise à bail par les Compagnie des chemins de fer du Nord (Français), le Gouvernement impose que les Chemins de fer de l'État belge, future SNCB, deviennent l'exploitant des lignes hennuyères du "Mons-Manage ; le Nord-Belge exploitera quant à lui la ligne Namur-Liège.
Le bâtiment de la gare est remplacé dans les années 1860 par un bâtiment dérivant du plan standard "État belge" doté cinq travées et coiffé d'une toiture simplifiée, sans pignons à gradins, dont le toit à deux croupes se passe totalement des pignons transversaux décorés de gradins que l'on retrouve normalement tandis que la couverture est en tuiles au lieu de recourir au zinc ; la marquise à colonnes en fonte et au toit non-vitré est de type standard pour ces bâtiments. Des travaux d'améliorations ont lieu en 1887. Le bâtiment est agrandi avec une puis deux ailes basses asymétriques. La plus ancienne comporte deux travées dont une sous toit plat avec une petite cour intérieure côté quai ainsi qu'une partie au plafond plus haut, coiffée d'une extension de toiture en zinc à deux croupes ; l'autre aile est plus haute, arrivant jusqu'au bandeau en pierre faisant office de seuil pour les fenêtres de l'étage du corps central, et comporte une travée sous un toit plat ou à faible pente. La façade était à l'origine en briques de teinte naturelle avec de la pierre pour les seuils de fenêtre et le sommet des ailes ; elle a par la suite connu deux décorations dont l'une était visible en février 1936 : une peinture ocre avec des filets noirs, réminiscence de celle de la gare de Cuesmes-État, et des briques brunes soulignées par des bandeaux blancs reprenant la délimitation des filets
La ligne est électrifiée le 28 septembre 1980. Le bâtiment de la gare a disparu au profit d'une simple halte sans personnel, dont les quais ont été rénovés courant 2007.

## Service des voyageurs

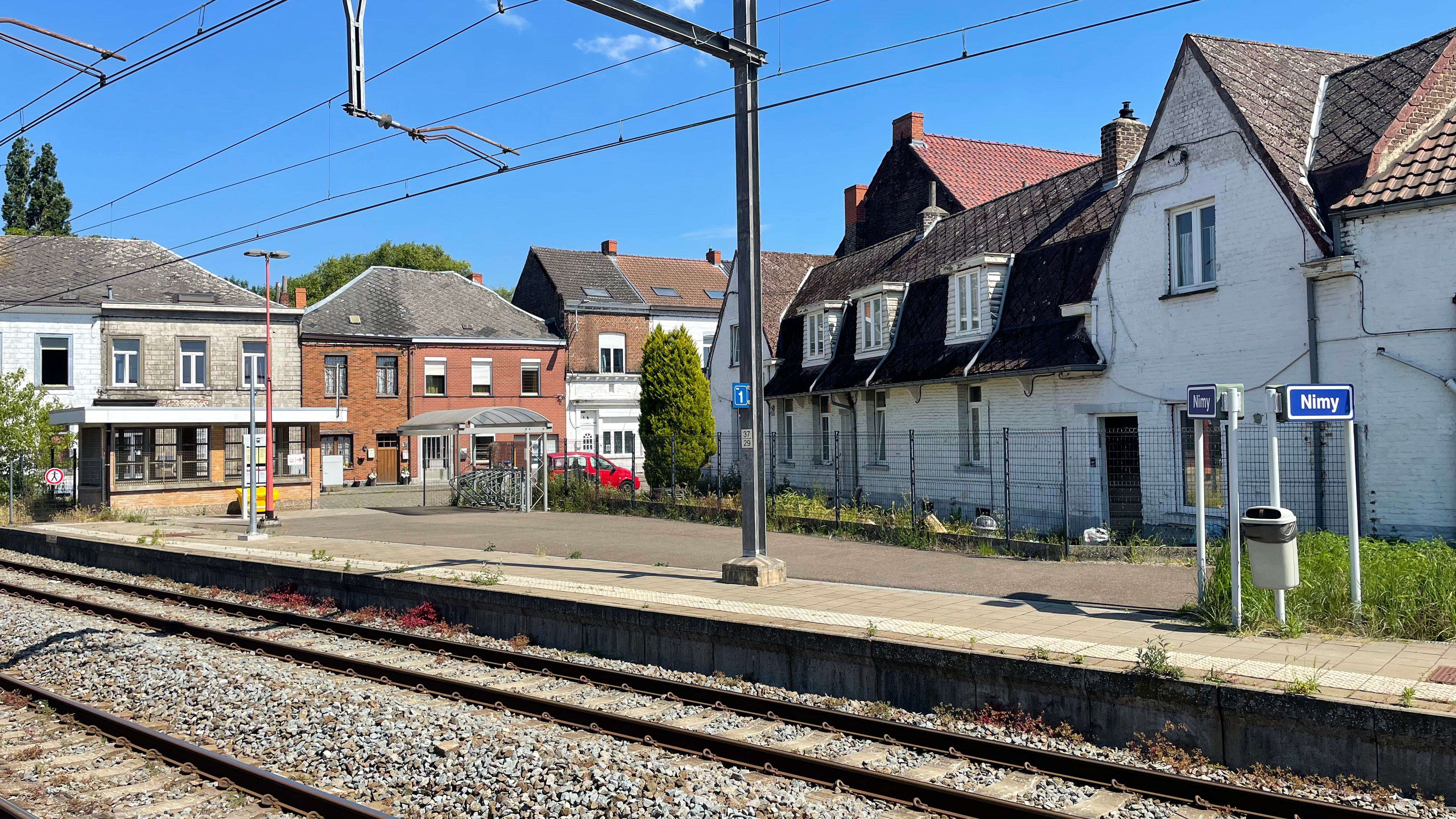
Quais de la halte et souterrain en 2022.

### Accueil
Halte SNCB, c'est un point d'arrêt non géré (PANG) à accès libre.

### Desserte
Nimy est desservie par des trains Omnibus (L) et Heure de pointe (P) de la SNCB, qui effectuent des missions sur la ligne commerciale : 118 (Mons - Charleroi),.
En semaine, la gare est desservie toutes les heures par des trains L La Louvière-Sud - Quévy via Mons.
Il existe également trois trains supplémentaires d'heure de pointe (P) :
- l'un relie La Louvière-Sud à Mons le matin ;
- le deuxième relie Manage à Quévy le matin ;
- le dernier relie Mons à Manage l'après-midi.

À noter que les trains vers Manage ne desservent pas La Louvière-Sud mais empruntent un autre itinéraire via La Louvière-Centre.
Les week-ends et jours fériés, la desserte est ramenée à un train L toutes les deux heures entre La Louvière-Sud et Mons.

## Comptage voyageurs
Le graphique et le tableau montrent le nombre de passagers qui en moyenne embarquent durant la semaine, le samedi et le dimanche.
| Nombre de voyageurs qui embarquent à la gare de Nimy | Nombre de voyageurs qui embarquent à la gare de Nimy | Nombre de voyageurs qui embarquent à la gare de Nimy | Nombre de voyageurs qui embarquent à la gare de Nimy |
|                                                      | Semaine                                              | Samedi                                               | Dimanche                                             |
| ---------------------------------------------------- | ---------------------------------------------------- | ---------------------------------------------------- | ---------------------------------------------------- |
| 1977                                                 | 102                                                  | 22                                                   | 3                                                    |
| 1978                                                 | 143                                                  | 17                                                   | 9                                                    |
| 1979                                                 | 127                                                  | 26                                                   | 18                                                   |
| 1980                                                 | 131                                                  | 32                                                   | 25                                                   |
| 1981                                                 | 93                                                   | 20                                                   | 5                                                    |
| 1982                                                 | 111                                                  | 19                                                   | 20                                                   |
| 1983                                                 | 92                                                   | 20                                                   | 28                                                   |
| 1984                                                 | 116                                                  | 18                                                   | 10                                                   |
| 1985                                                 | 119                                                  | 16                                                   | 22                                                   |
| 1986                                                 | 105                                                  | 23                                                   | 6                                                    |
| 1987                                                 | 139                                                  | 25                                                   | 17                                                   |
| 1988                                                 | 130                                                  | 32                                                   | 38                                                   |
| 1989                                                 | 96                                                   | 29                                                   | 23                                                   |
| 1990                                                 | 103                                                  | 33                                                   | 35                                                   |
| 1991                                                 | 113                                                  | 39                                                   | 16                                                   |
| 1992                                                 | 162                                                  | 36                                                   | 37                                                   |
| 1993                                                 | 127                                                  | 43                                                   | 48                                                   |
| 1994                                                 | 91                                                   | 15                                                   | 18                                                   |
| 1995                                                 | 123                                                  | 9                                                    | 14                                                   |
| 1996                                                 | 137                                                  | 3                                                    | 7                                                    |
| 1997                                                 | 132                                                  | 5                                                    | 8                                                    |
| 1998                                                 | 106                                                  | 10                                                   | 12                                                   |
| 1999                                                 | 105                                                  | 16                                                   | 8                                                    |
| 2000                                                 | 87                                                   | 14                                                   | 10                                                   |
| 2001                                                 | 90                                                   | 10                                                   | 6                                                    |
| 2002                                                 | 89                                                   | 13                                                   | 4                                                    |
| 2003                                                 | 135                                                  | 10                                                   | 6                                                    |
| 2004                                                 | 105                                                  | 14                                                   | 8                                                    |
| 2005                                                 | 175                                                  | 9                                                    | 15                                                   |
| 2006                                                 | 163                                                  | 6                                                    | 8                                                    |
| 2007                                                 | 130                                                  | 11                                                   | 5                                                    |
| 2008                                                 | -                                                    | -                                                    | -                                                    |
| 2009                                                 | 115                                                  | 12                                                   | 8                                                    |
| 2010                                                 | -                                                    | -                                                    | -                                                    |
| 2011                                                 | -                                                    | -                                                    | -                                                    |
| 2012                                                 | 114                                                  | 13                                                   | 9                                                    |
| 2013                                                 | 112                                                  | 13                                                   | 10                                                   |
| 2014                                                 | 106                                                  | 24                                                   | 10                                                   |
| 2015                                                 | 86                                                   | 21                                                   | 17                                                   |
| 2016                                                 | 72                                                   | 13                                                   | 17                                                   |
| 2017                                                 | 81                                                   | 12                                                   | 4                                                    |
| 2018                                                 | 66                                                   | 16                                                   | 8                                                    |
| 2019                                                 | 88                                                   | 11                                                   | 14                                                   |
| 2020                                                 | 67                                                   | 30                                                   | 18                                                   |
| 2021                                                 | -                                                    | -                                                    | -                                                    |
| 2022                                                 | 153                                                  | 32                                                   | 50                                                   |
| 2023                                                 | 112                                                  | 47                                                   | 36                                                   |
| 2024                                                 | 108                                                  | 17                                                   | 35                                                   |